# 第一家庭

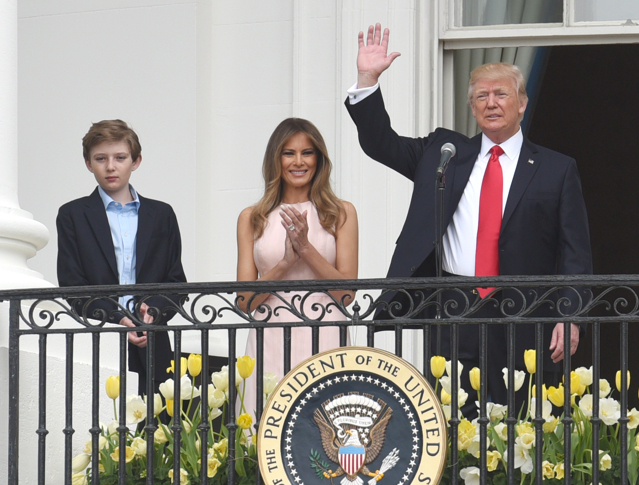
第45、47任美国总统唐納·川普的第一家庭

第一家庭（英語：First family）是对国家元首或政府首脑所屬家庭的非正式称呼，但正常狀況下只适用于共和制國家（最主要使用於美國），君主制國家元首的家庭則稱為皇室／王室。
第一家庭一般由以下成员组成：
- 国家元首或政府首脑本人。
- 配偶（First spouse），如為丈夫則稱為第一先生（First Gentleman）、如為妻子則稱為第一夫人（First Lady）。
- 家庭直系子女，口語上可稱呼兒子為「第一兒子」或「第一公子」（First Son），女兒為「第一女兒」或「第一千金」（First Daughter）。

## 相關用語
總統寵物（Presidential Pets）指總統或第一家庭於任期內所飼養的動物，又被稱為第一寵物。
第二家庭（Second Family）一詞可在正常狀況下用來對副國家元首/副政府首脑所屬家庭的非正式称呼，通常會用於共和制國家副總統/副總理身上（最主要也是使用於美國）。如在一些無設立國家元首/政府首脑副手的國家則是指總理／首相的家庭，以尊重第一家庭，特殊狀況下也可使用於君主制國家以彰顯皇室／王室。其配偶則通稱為第二夫人（Second Lady）或第二先生（Second Gentleman）。